# Coptops semiscalaris
Coptops semiscalaris es una especie de escarabajo longicornio del género Coptops, tribu Mesosini, subfamilia Lamiinae. Fue descrita científicamente por Pic en 1928.

## Descripción
Mide 15 milímetros de longitud.

## Distribución
Se distribuye por Vietnam.